# براون جی‌پی
براون جی‌پی (انگلیسی: Brawn GP) یک سازنده در مسابقات اتومبیل‌رانی فرمول یک بود که پس از اعلام هوندا مبنی بر خروجش از این مسابقات در اواخر سال ۲۰۰۸، به‌واسطهٔ تملک مدیریت تیم هوندا ریسینگ اف۱ به رهبری راس براون شکل گرفت. این تیم تنها در مسابقات فرمول یک فصل ۲۰۰۹ حضور داشت و رانندگان آن در این فصل شامل جنسون باتن و روبنس باریکلو بودند.
تیم براون جی‌پی در نخستین حضورش در جایزه بزرگ استرالیا ۲۰۰۹، که مسابقهٔ گشایشی فصل بود، موفق به کسب پول پوزیشن و جایگاه دوم در مرحلهٔ تعیین خط شد و در مسابقه نیز جایگاه‌های اول و دوم را به‌دست‌آورد. باتن از میان هفت مسابقهٔ نخست فصل، در شش مسابقه پیروز شد و در ۱۸ اکتبر در جایزه بزرگ برزیل توانست مقام قهرمانی جهان در فصل ۲۰۰۹ را برای خود مسجل کند. در پی این پیروزی تیم براون جی‌پی نیز مقام قهرمانی سازندگان جهان را از آن خود کرد. باریکلو در این فصل دو بار به پیروزی دست یافت و در پایان فصل در جایگاه سوم رده‌بندی قهرمانی رانندگان قرار گرفت. این تیم در هشت مسابقه از مجموع هفده مسابقهٔ فصل پیروز شد و با کسب هر دو مقام قهرمانی در تنها فصل حضورش در مسابقات فرمول یک، به نخستین تیمی بدل شد که توانسته بود به نرخ موفقیت ۱۰۰٪ در مسابقات قهرمانی دست یابد.
در ۱۶ نوامبر ۲۰۰۹ تأیید شد که تأمین‌کنندهٔ موتور تیم، مرسدس، با مشارکت سرمایه‌گذاری آبار ۷۵٫۱٪ از سهام براون جی‌پی را خریداری کرده‌است و نام این تیم برای فصل ۲۰۱۰ به مرسدس جی‌پی تغییر خواهد یافت.
براون جی‌پی تاکنون همچنان جدیدترین سازندهٔ فرمول یک با مجوز بریتانیایی بوده‌است که موفق به کسب مقام قهرمانی فرمول یک جهان (هم قهرمانی سازندگان و هم قهرمانی رانندگان) شده‌است.

## نتایج کامل در فرمول یک
(کلید)
| سال  | شاسی       | موتور                       | تایرها | راننده        | ۱        | ۲     | ۳   | ۴     | ۵       | ۶      | ۷     | ۸        | ۹     | ۱۰       | ۱۱    | ۱۲    | ۱۳      | ۱۴      | ۱۵   | ۱۶    | ۱۷     | امتیاز | ق.س. |
| ---- | ---------- | --------------------------- | ------ | ------------- | -------- | ----- | --- | ----- | ------- | ------ | ----- | -------- | ----- | -------- | ----- | ----- | ------- | ------- | ---- | ----- | ------ | ------ | ---- |
| ۲۰۰۹ | بی‌جی‌پی ۰۰۱ | مرسدس اف‌او ۱۰۸دبلیو ۲٫۴ وی۸ | B      |               | استرالیا | مالزی | چین | بحرین | اسپانیا | موناکو | ترکیه | بریتانیا | آلمان | مجارستان | اروپا | بلژیک | ایتالیا | سنگاپور | ژاپن | برزیل | ابوظبی | ۱۷۲    | اول  |
| ۲۰۰۹ | بی‌جی‌پی ۰۰۱ | مرسدس اف‌او ۱۰۸دبلیو ۲٫۴ وی۸ | B      | جنسون باتن    | ۱        | ۱‡    | ۳   | ۱     | ۱       | ۱      | ۱     | ۶        | ۵     | ۷        | ۷     | ب.    | ۲       | ۵       | ۸    | ۵     | ۳      | ۱۷۲    | اول  |
| ۲۰۰۹ | بی‌جی‌پی ۰۰۱ | مرسدس اف‌او ۱۰۸دبلیو ۲٫۴ وی۸ | B      | روبنس باریکلو | ۲        | ۵‡    | ۴   | ۵     | ۲       | ۲      | ب.    | ۳        | ۶     | ۱۰       | ۱     | ۷     | ۱       | ۶       | ۷    | ۸     | ۴      | ۱۷۲    | اول  |

‡ با توجه به طی شدن کمتر از ۷۵٪ از مسافت مسابقه، نصف امتیازها اعطا شده‌است.